# Taifa de Tejada
La taifa de Tejada era un emirato (taifa) en la región de Andalucía, en el sur de España. Su capital era la antigua ciudad de Tejada (Huelva) conocida en aquel tiempo como Thalyata, hoy en día el situada entre los términos municipales de Escacena del Campo y Paterna del Campo.

## Historia
Era un reino medieval o taifa que existió desde 1145 hasta 1150. Su emir, Yusuf al-Bitruyi, también fue emir de la taifa Niebla desde 1145, murió en 1150, cuando fue derrotado por el califato de los almohades, quienes ocuparon la taifa.

## Lista de emires

### Dinastía Banu al-Mundir
- Abu al-Walid Mohammed ibn al-Mundir: 1145–1146

### Dinastía Banu Bitruy
- Yusuf al-Bitruyi: 1146–1150
- Ocupado por los almohades: 1150